# Réservoir de Tsimliansk
 (novembre 2013).
Si vous disposez d'ouvrages ou d'articles de référence ou si vous connaissez des sites web de qualité traitant du thème abordé ici, merci de compléter l'article en donnant les références utiles à sa vérifiabilité et en les liant à la section « Notes et références ».
Le réservoir de Tsimliansk (en russe : Цимлянское водохранилище, Tsimlianskoïe vodokhranilichtche) est un lac artificiel de Russie, établi sur le cours du Don, entre les villes de Volgodonsk et de Kalatch-na-Donou, dans les oblasts de Rostov et de Volgograd. 

## Géographie
Le réservoir est long de 302 km, a une largeur maximale de 38 km et une superficie de 2 700 km2. Il contient 23,9 milliards de mètres cubes d'eau. La ville de Tsimliansk se trouve au bord du réservoir.
Le barrage, qui se trouve au nord de la ville de Volgodonsk, fut construit de 1949 à 1955. Sa centrale hydroélectrique a une puissance de 160 MW. Le réservoir de Tsimliansk permet de régulariser les eaux du cours inférieur du Don, il facilite la navigation et l'irrigation. La région cultive le blé, le riz, le coton, le maïs, la luzerne, les fruits, la vigne et les légumes.